# Джалович, Радомир
Радомир Джялович (черног. Радомир Ђаловић / Radomir Đalović; род. 29 октября 1982, Биело-Поле, Югославия) — черногорский футболист, нападающий. Выступал за сборную Черногории.

## Клубная карьера
Профессиональную карьеру начал в команде из своего родного города «Единство». В июне 2000 года перешёл в «Црвену Звезду», в составе которой стал чемпионом Югославии в сезоне 2000/01. В следующем сезоне Джялович выступал за другой белградский клуб — «Железник».
В июле 2002 года перешёл в хорватский «Загреб». В составе «Загреба» отыграл два с половиной сезона и дважды становился лучшим бомбардиром команды — в сезонах 2002/03 и 2003/04. В январе 2005 года перешёл в «Арминию» из Билефельда. После «Арминии» уехал в Турцию, где один сезон провёл за «Кайсери Эрджиесспор». В сезоне 2007/08 выступал за «Риеку». В июле 2008 года перешёл в бухарестский «Рапид», за который выступал на протяжении двух лет. В июле 2010 года вернулся обратно, в «Риеку».
10 марта 2011 года Джялович перешёл в пермский «Амкар», подписав контракт на 3,5 года. За полтора года, проведённых в Перми, Радомир так и не смог открыть счёт голам за «Амкар» в официальных играх, вследствие чего был продан в стан чемпиона Ирана клуб «Сепахан».

## Международная карьера
В период выступлений в «Загребе» Радомир изъявлял желание играть за сборную Хорватии. В национальной сборной дебютировал 17 октября 2007 года в товарищеском матче против Эстонии. Первый гол за сборную забил 26 марта 2008 года в матче против Норвегии.
Из первых 40 матчей новоявленной сборной сыграл 26 игр, последнюю провёл против Чехии в стыковых матчах чемпионата Европы по футболу 2012. В феврале 2012 года после невызова на товарищеский матч с Исландией объявил о завершении карьеры в сборной.
| №  | Дата             | Оппонент          | Счёт | Голы Джяловича | Соревнование                                      |
| 1  | 17 октября 2007  | Эстония           | 1:0  | —              | Товарищеский матч                                 |
| 2  | 26 марта 2008    | Норвегия          | 3:1  | 1              | Товарищеский матч                                 |
| 3  | 27 мая 2008      | Казахстан         | 3:0  | 2              | Товарищеский матч                                 |
| 4  | 31 мая 2008      | Румыния           | 0:3  | —              | Товарищеский матч                                 |
| 5  | 20 августа 2008  | Венгрия           | 3:3  | —              | Товарищеский матч                                 |
| 6  | 10 сентября 2008 | Болгария          | 2:2  | —              | Отборочный матч чемпионата мира по футболу 2010   |
| 7  | 19 ноября 2008   | Македония         | 2:1  | —              | Товарищеский матч                                 |
| 8  | 28 марта 2009    | Италия            | 0:2  | —              | Отборочный матч чемпионата мира по футболу 2010   |
| 9  | 1 апреля 2009    | Грузия            | 0:0  | —              | Отборочный матч чемпионата мира по футболу 2010   |
| 10 | 12 августа 2009  | Уэльс             | 2:1  | 1              | Товарищеский матч                                 |
| 11 | 18 ноября 2009   | Беларусь          | 1:0  | —              | Товарищеский матч                                 |
| 12 | 3 марта 2010     | Македония         | 1:2  | —              | Товарищеский матч                                 |
| 13 | 25 мая 2010      | Албания           | 0:1  | —              | Товарищеский матч                                 |
| 14 | 29 мая 2010      | Норвегия          | 1:2  | —              | Товарищеский матч                                 |
| 15 | 11 августа 2010  | Северная Ирландия | 2:0  | 2              | Товарищеский матч                                 |
| 16 | 3 сентября 2010  | Уэльс             | 1:0  | —              | Отборочный матч чемпионата Европы по футболу 2012 |
| 17 | 7 сентября 2010  | Болгария          | 1:0  | —              | Отборочный матч чемпионата Европы по футболу 2012 |
| 18 | 8 октября 2010   | Швейцария         | 1:0  | —              | Отборочный матч чемпионата Европы по футболу 2012 |
| 19 | 12 октября 2010  | Англия            | 0:0  | —              | Отборочный матч чемпионата Европы по футболу 2012 |
| 20 | 17 ноября 2010   | Азербайджан       | 2:0  | —              | Товарищеский матч                                 |
| 21 | 25 марта 2011    | Узбекистан        | 1:0  | —              | Товарищеский матч                                 |
| 22 | 4 июня 2011      | Болгария          | 1:1  | 1              | Отборочный матч чемпионата Европы по футболу 2012 |
| 23 | 10 августа 2011  | Албания           | 2:3  | —              | Товарищеский матч                                 |
| 24 | 2 сентября 2011  | Уэльс             | 1:2  | —              | Отборочный матч чемпионата Европы по футболу 2012 |
| 25 | 11 октября 2011  | Швейцария         | 0:2  | —              | Отборочный матч чемпионата Европы по футболу 2012 |
| 26 | 15 ноября 2011   | Чехия             | 0:1  | —              | Стыковые матчи чемпионата Европы по футболу 2012  |

Итого: 26 матчей / 7 голов; 12 побед, 5 ничьи, 9 поражений.
(откорректировано по состоянию на 21 февраля 2012)

## Достижения
«Црвена Звезда»
- Чемпион Югославии: 2000/01

 Сербия и Черногория (до 21 года)
- Серебряный призёр молодёжного чемпионата Европы: 2004